# キヤノン オートボーイシリーズ
オートボーイシリーズは、1979年からキヤノンが発売した、オートフォーカスコンパクトカメラのシリーズである。
135フィルムを使用し24×35mm（ライカ）判。北米では「SURESHOT」、欧州・アジア・オセアニアでは「PRIMA」として発売された。韓国では国内向けに金星（現：LG電子）のブランドである「金星キヤノンカメラ」にてノックダウン生産されていた。
デジタル化により、2007年までに全てのコンパクトカメラの日本国内での販売が終了している。

## 製品一覧

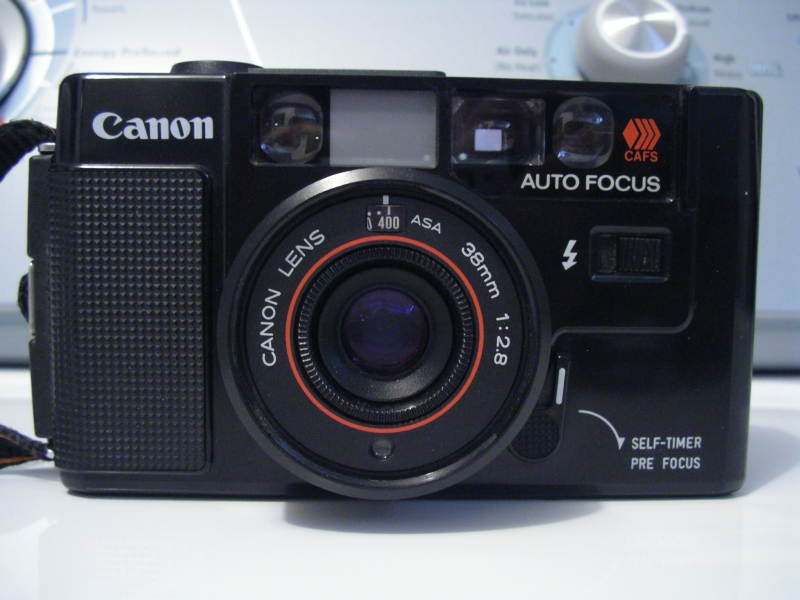
AF35Mオートボーイ

- AF35Mオートボーイ（1979年11月発売） - レンズは3群4枚38mmF2.8固定。オートフォーカスに自動巻き上げ巻き戻しを組み合わせたいわゆる全自動カメラ。アタッチメントφ48mmねじ込み。電源は単3×2。赤外線を使用したアクティブ方式オートフォーカスを世界で初めて実用化したカメラである。
- AF35MLオートボーイスーパー（1981年7月発売） - レンズは5群5枚40mmF1.9固定。名称はAF35Mオートボーイの上級版だが内部構造は全く異なる。アタッチメントφ48mmねじ込み。電源は単3×2。
- オートボーイ2（1983年4月発売） - レンズは4群4枚38mmF2.8固定。電源は単3×2。
- オートボーイテレ（1986年10月発売） - 2焦点式カメラ。
- オートボーイズーム（1988年4月発売） - 初のズームレンズ搭載機。
- オートボーイMINI（1991年発売） - レンズは3群3枚38mmF3.5固定。電源はCR123A。
- オートボーイS（1993年9月発売） - レンズは9群10枚38-115mmF3.8-8.5固定。
- オートボーイD5（1994年4月発売） - 水深5mまでの水中撮影可能。レンズは6群6枚キヤノン32mmF3.5固定。電源はCR123A。
- オートボーイルナ（1994年10月発売） - 月の形をしたレンズカバーが特徴。レンズは7群8枚キヤノン28-70mmF5.6-7.8固定。
- オートボーイルナ35（1995年3月発売） - レンズは6群6枚キヤノン35-70mmF4.2-7.8固定。電源はCR123A。
- オートボーイJUNO（1995年10月発売） - レンズは6群6枚キヤノン38-60mmF4.5-6.7固定。電源はCR123A。
- オートボーイSE（1995年10月発売） - レンズは6群6枚キヤノン32mmF3.5固定。電源は太陽電池とリチウムイオン二次電池。
- オートボーイBF80（1995年11月発売） - レンズは38mmF3.7/80mmF7.3の2焦点切り替え。
- オートボーイSII（1996年3月発売） - レンズは9群10枚38-135mmF3.6-8.9固定。電源はCR123A×2。
- オートボーイS-XL（1996年3月発売） - レンズは3群3枚32mmF3.5固定。電源はCR123A。
- オートボーイルナ105（1997年6月発売） - レンズは6群6枚キヤノン38-105mmF3.8-9.9固定。電源はCR123A。
- オートボーイ180（2004年9月発売） - コンパクトカメラでは世界最高倍率の38-180mmズームレンズ搭載。
- オートボーイN150（2004年5月発売） - 上級機。レンズ以外はN130に準ずる。
- オートボーイN130II（2005年3月発売） - コンパクトカメラ販売終了までの主力機。